# Kovači, Nikšić
Kovači este un sat din comuna Nikšić, Muntenegru. Conform datelor de la recensământul din 2003, localitatea are 49 de locuitori (la recensământul din 1991 erau 39 de locuitori).

## Demografie
În satul Kovači locuiesc 38 de persoane adulte, iar vârsta medie a populației este de 40,6 de ani (43,2 la bărbați și 39,1 la femei). În localitate sunt 12 gospodării, iar numărul mediu de membri în gospodărie este de 4,08.
Această localitate este populată majoritar de sârbi (conform recensământului din 2003).
|  |

| Demografie | Demografie | Demografie |
| An         | Locuitori  | Locuitori  |
| ---------- | ---------- | ---------- |
|            |            |            |
|            |            |            |
|            |            |            |
|            |            |            |
| 1948       | 190        |            |
| 1953       | 182        |            |
| 1961       | 184        |            |
| 1971       | 119        |            |
| 1981       | 87         |            |
| 1991       | 39         | 39         |
| 2003       | 66         | 49         |

| \| Componența etnică conform recensământului din 2003[2] \| Componența etnică conform recensământului din 2003[2] \| Componența etnică conform recensământului din 2003[2] \| Componența etnică conform recensământului din 2003[2] \| Componența etnică conform recensământului din 2003[2] \| \| ----------------------------------------------------- \| ----------------------------------------------------- \| ----------------------------------------------------- \| ----------------------------------------------------- \| ----------------------------------------------------- \| \| \| \| \| \| \| \| Sârbi \| Sârbi \| \| 37 \| 75,51% \| \| Muntenegreni \| Muntenegreni \| \| 5 \| 10,2% \| \| necunoscută \| necunoscută \| \| 7 \| 14,28% \| |              |  |    |        |
| Componența etnică conform recensământului din 2003 |              |  |    |        |
| |              |  |    |        |
| Sârbi | Sârbi        |  | 37 | 75,51% |
| Muntenegreni | Muntenegreni |  | 5  | 10,2%  |
| necunoscută | necunoscută  |  | 7  | 14,28% |